# 全国市区選挙管理委員会連合会
全国市区選挙管理委員会連合会（ぜんこくしくせんきょかんりいいんかいれんごうかい）は、1949年（昭和24年）6月20日に、全国の一般市の選挙管理委員会及び東京都特別区の選挙管理委員会を会員として組織した団体である。 2023年（令和5年）4月現在、全国の783市区選挙管理員会が加入している。略称は全選連（ぜんせんれん）又は市区連（しくれん）という。

## 概要
1947年（昭和22年）4月の1カ月の間に、統一地方選挙（長の選挙が5日、議員の選挙は30日）が、そして同月20日に参議院議員の選挙、同月25日衆議院議員選挙がそれぞれ執行された。
また、市町村の業務には、翌1948年7月29日に公布施行された政治資金規正法の業務が加えられ、さらには教育委員の選挙も選挙管理員会の手に成る状況となった。
その後、同年「選挙運動等の臨時特例に関する法律」が制定され、衆議院議員選挙において立会演説会を完全公営によって行うことが決められた。市町村にはこの任務も加重されることとなった（選挙時報9巻（昭和３５年）第5号、「公職選挙法逐条解説」）。
このような状況の中で、同年12月、東京都区選挙管理委員会連合会（現東京都特別区選挙管理委員会連合会）が全国大都市の選挙管理委員会の委員長に対して、「将来日本の民主化を徹底的ならしむる為には、選挙の末端行政を担う市区町村の選挙管理委員会の完全なる連絡と、相互研鑽とを必要と存じますが、若し御同意ならば、今回の衆議院議員の選挙終了後に於いて、全国的に当該機関の設立を企図する」（原文のまま）と市区選挙管理委員会連合会への参加を呼び掛けている。
一方、翌1949年1月23日に総選挙が執行されたが、立会演説会、個人演説会等の業務が施行されるにあたり、選挙管理委員会の直営となる公営選挙制度等の新設拡充等がされたにもかかわらず、執行事務の執行経費に乏しかったため、各地で選挙の執行を返上する決議等の重大問題が発生した。
このことについて、連合会によると、発足の動機には「全国連合会組織は、昭和24年（1949年）の総選挙の執行に際し、立会演説会、個人演説会等第一線選管の直営とも称すべき公営選挙制度等の新設拡充等により、執行事務輻輳せるにも拘わらずその執行経費乏しく、当時の新聞で相当報道された通り、各地に選挙執行返上決議等重大問題が発生したため、之等諸問題の解決を図り、その任務達成のための自衛手段として都市選挙事務関係者の真の下からの盛り上がる意欲の結果によって発足したものであります」（原文のまま）と記載している。
これにより、1949年6月20日に全日本市区選挙管理委員会連盟が結成された。
この後、1950年6月19日第3回総会で「全日本市区選挙管理委員会連盟」は、「全国市区選挙管理委員会連合会」と名称を改めた。

## 目的及び事業
目的
市区選挙管理委員会の業務の円滑な運営、選挙の管理執行及び選挙啓発等の改善研究並びに選挙関係法令の運用に係る調査検討及び改正要望実現のための国会及び政府に対する要請その他選挙に関する調査研究を行い、もって民主政治の確立と地方自治の興隆発展に寄与するとともに会員相互の親睦を図ることを目的とする。
事業
次に掲げる事業を行う。
1. 会員市区相互間及び支部相互間の連絡調整
2. 選挙事務の運営に関する法規その他の調査研究
3. 選挙啓発に関する連絡、協力及び資料の収集斡旋
4. 選挙に関する調査研究、情報の交換
5. 機関誌その他選挙に関する図書及び資料の刊行[3]
  1. 機関紙『選挙時報』（月刊誌）の発行
公選法等の改正のほか、選挙に関する情報などを随時詳細に解説する、選挙関係者必読の月刊誌
  2. 選挙に関する図書の発行
    - 『地方選挙早わかり』（候補者・選挙運動員必携）
都道府県議会議員選挙・市区町村長選挙・市区町村議会議員選挙が対象
    - 『選挙にのぞむ有権者としてこれだけはおぼえておこう』
初めて選挙に臨む有権者向き
    - 『これだけは知っておきたい地方自治のはなし』
地方自治の基礎知識
6. 研究会、講習会等の開催
7. その他本会の目的を達成するために必要な事項

## 沿革[4]
- 1946年12月8日：東京都区会議員選挙管理委員会聯合会発足(35区で構成)
- 1947年5月10日：東京都区会議員選挙管理委員会聯合会総会(23区で構成)で、「東京都区選挙管理委員会」と改称する。
- 1947年11月24日：東京都特別区選挙管理委員会大会で、「東京都区選挙管理委員会連合会」と改称する。
- 1948年12月：東京都区選挙管理委員会連合会が全国大都市の選挙管理委員会の委員長に対して、市区選挙管理委員会連合会の結成を呼び掛ける。
- 1949年6月20日：赤坂離宮羽衣の間にて全国大都市選挙管理委員会委員長協議会開催、全日本市区選挙管理委員会連盟結成式を行う（会長　角田隆治郎　千代田区選挙管理委員会委員長、事務所を東京区政会館に置く。）。
- 1949年6月21日：全日本市区選挙管理委員会連盟の発足に際し、昭和天皇に拝謁した際、天皇より「公正なる選挙を行うことは民主政治に最も大切のことであるから、選挙に携わる皆は益々職務に精励するよう、節に要望する」との言葉をかけられる（選挙時報創刊号（昭和27年）より）。
- 1950年4月10日：公職選挙法公布（同年5月10日施行）
- 1951年6月19日：全日本市区選挙管理委員会連盟第3回総会で、「全国市区選挙管理委員会連合会」と改称する。
- 1953年6月17日：第5回総会に際し、皇居拝観の際、賢所にて連合会が言上した挨拶に対し、天皇より「どうか、今でも努力せられたことと思いますけれども、今申された通り、今後もしっかりやってくれるよう御願いします。」との言葉をかけられる（選挙時報第2巻（昭和28年）第5号より）。
- 1955年6月25日：第7回総会に際し、皇居拝観の際、賢所にて天皇より「選挙を行うことはむずかしいことと聞いておりますが、努力されておることを聞いてうれしく思います。選挙は大切なことでありますから、一層努力されることを望みます。」との言葉をかけられる（選挙時報第4巻（昭和30年）第5号より）。
- 2018年5月24日：第70回総会（平成30年度定期総会）を開催
- 2019年5月30日：第71回総会（令和元年度定期総会）を開催
- 2023年５月25日：新型コロナウイルスの影響により各種会議は中断していたが、４年ぶりに理事会を開催
- 2024年5月30日：第72回総会（令和６年度通常総会）を開催

## 役員及び組織[5]

### 役員
- 会長：金子 武文（船橋市選挙管理委員会委員長）
- 副会長
  - 千葉 美由紀（砂川市選挙管理委員会委員長）
  - 萩原 平壽   （戸田市選挙管理委員会委員長）
  - 岡澤 晃一   （清瀬市選挙管理委員会委員長）
  - 稗田 とし惠  (東海市選挙管理委員会委員長）
  - 大熊 裕司     (倉敷市選挙管理委員会委員長）
  - 井 上  悟    （高松市選挙管理委員会委員長）

- 監事
  - 古谷   薫    （秋田市選挙管理委員会委員長）
  - 小林   博    （長野市選挙管理委員会委員長）
  - 和田   稔    （木津川市選挙管理委員会委員長）
  - 前原 常雄   （那覇市選挙管理委員会委員長）

### 組織
北海道支部長
- 北見市選挙管理委員会：〒090-8501 北海道北見市大通西3－1－1
  - 支部長：前田 彰壽

東北支部長
- 福島市選挙管理委員会：〒960-8601 福島県福島市五老内町 3-1
  - 支部長：安倍 誠一

関東支部長
- 柏市選挙管理委員会： 〒277-0004 千葉県柏市柏下 73
  - 支部長：久保 雅孝

東京支部長
- 墨田区選挙管理委員会：〒135-8383 東京都墨田区吾妻橋 1-23-20
  - 支部長：田中 邦友

北信越支部長
- 敦賀市選挙管理委員会：〒914-8501 福井県敦賀市中央2-1-1
  - 支部長：山本 竹司

東海支部長
- 高山市選挙管理委員会：〒506-8555 岐阜県高山市花岡町 2-18
  - 支部長：川上 実

近畿支部長
- 加古川市選挙管理委員会：〒675-8501 兵庫県加古川市加古川町北在家2000
  - 支部長：坂田 吉正

中国支部長
- 鳥取市選挙管理委員会：〒680-8571 鳥取県鳥取市幸町 71
  - 支部長：森山 慎一

四国支部長
- 徳島市選挙管理委員会：〒770-8571 徳島県徳島市幸町 2-5
  - 支部長：藤野 稔寛

九州支部長
- 八代市選挙管理委員会：〒869-4703 熊本県八代市千丁町新牟田 1502-1
  - 支部長：髙浪 智之

(常任理事)
- 羽村市選挙管理委員会：〒205-0003 東京都羽村市緑ヶ丘 5-1-30
  - 委員長： 堀口 勝

### 事務局
- 事務局長 ：三浦 雄二
- 主　　任 ：田中 好美
- 主　　任 ：新郷 洋子
- 参　　与 ：秋野　諭
- ｻﾎﾟｰﾄｽﾀｯﾌ：廣井 孝一
- 事務所：〒102-0072 東京都千代田区飯田橋3丁目5番1号 東京区政会館内